# 맨틀 (API)
맨틀(mantle)은 컴퓨팅에서 3차원 비디오 게임을 대상으로 하는 저급 렌더링 API이다. AMD가 2013년을 기점으로 DICE와 협력하여 개발하였다. 맨틀은 Direct3D와 OpenGL을 대체할 목적으로 설계되었으며 주로 개인용 컴퓨터를 대상으로 하지만, 플레이스테이션 4, 엑스박스 원에 장착된 GPU도 지원한다. AMD에 따르면 크로노스 그룹의 맨틀 태생의 벌컨 API이 게이밍 산업에서 맨틀을 큰 폭으로 대체하고 있기 때문에 맨틀은 2015년 3월 이후로 포커스에 변화가 있을 예정이다. 2년 동안 드라이버를 통해 지원되었으나 2015년 3월까지 맨틀 API 그 자체는 대중들에게 공표되지 못했다.

## 같이 보기
- 벌컨 - 맨틀로부터 파생되어 개발된 크로노스의 저급 API
- 메탈 - 애플 iOS용 저급 API